# 哈維·塞繆爾·費爾斯通

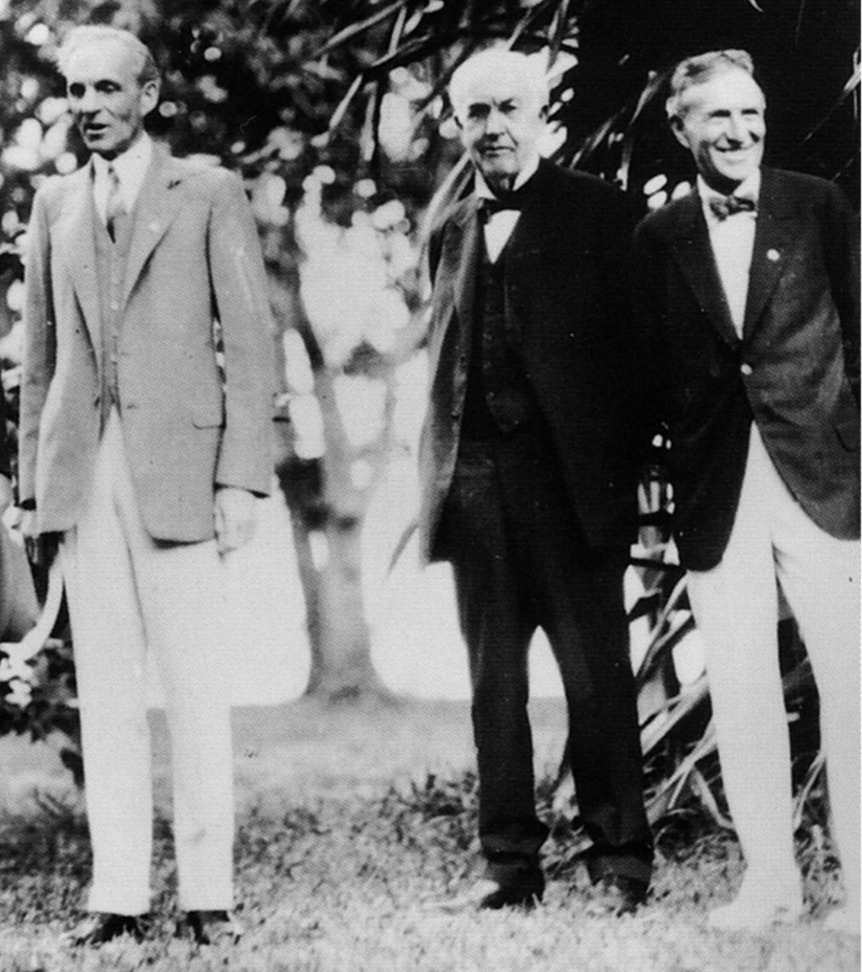
亨利·福特、托马斯·爱迪生、费尔斯通1929年2月11日在麥爾茲堡合影

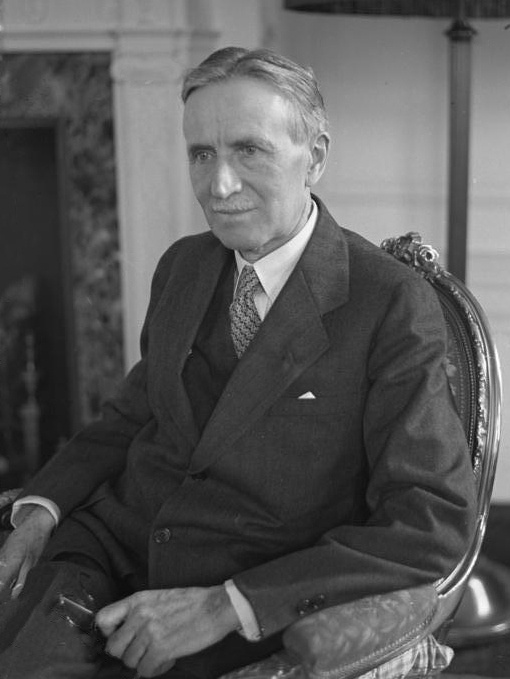
1931年的费尔斯通

哈維·塞繆爾·費爾斯通（Harvey Samuel Firestone，1868年12月20日-1938年2月7日）是一位美国商人，汽车轮胎生产商凡士通的创始人，和亨利·福特、托马斯·爱迪生一起被视为当时美国工业界三巨头，三人间也有频繁的来往。他在美國俄亥俄州哥倫比亞出生、长大，1900年因发现汽车轮胎市场潜力巨大而成立凡士通。1938年因冠状动脉血栓逝世，普林斯顿大学的燧石图书馆就是为纪念他而建造的。